# Aeroportul Wiluna
Aeroportul Wiluna (IATA: WUN, ICAO: YWLU) este un aeroport din Australia de Vest, Australia.
Situat la o altitudine de 504 m, aeroportul dispune de o singură pistă. Este operat de Shire of Wiluna⁠(d).